# Nord (Groenlândia)
Nord é um micropovoado na Gronelândia ao norte do Círculo Polar Árctico. Localizado no Parque Nacional do Nordeste da Gronelândia, está apenas a 924 km (574 milhas) do Pólo Norte geográfico, pelo que se pode considerar uma das localidades mais setentrionais na Terra.
A Dinamarca mantém aí uma base militar e estação científica com 4 membros das forças armadas em permanência, existindo alojamento para até 20 cientistas nos meses de Verão. O povoado possui 35 construções e não é acessível por navio. O nome Nord significa "norte" em dinamarquês.

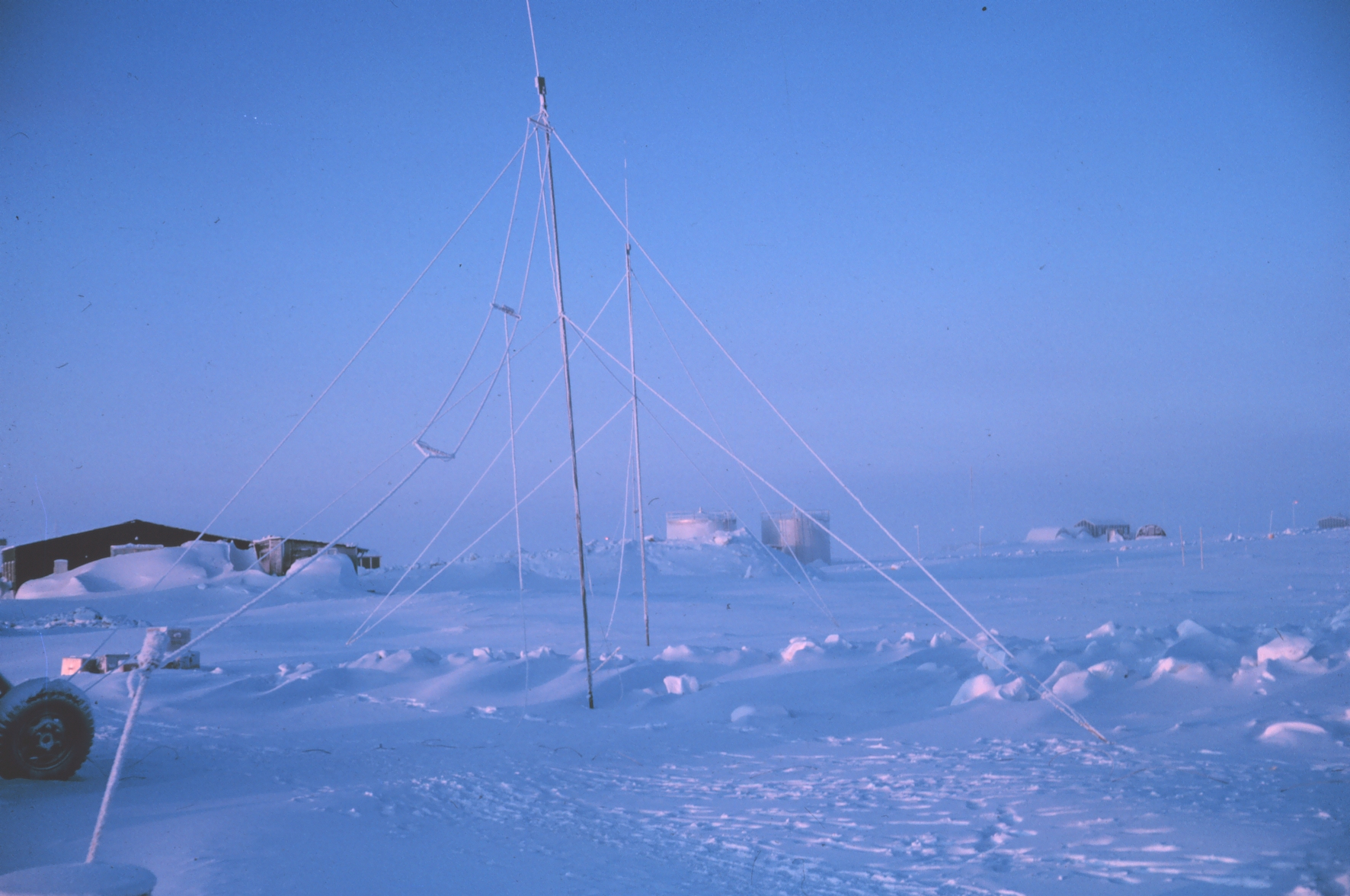
Estação Nord em 1967.

As temperaturas médias variam entre os -33 °C no Inverno e os 6 °C no Verão, sendo ao longo de todo o ano a localidade mais fria registrada na ilha. Tem, ainda, a maior precipitação da Groenlândia.

## Bibliografia

Localização da Estação Nord, no Parque Nacional do Nordeste da Gronelândia.